# Benedetto Caetani (cardinale)
Benedetto Caetani (metà del XIII secolo – Roma, 13 o 14 dicembre 1296) è stato un cardinale italiano.

## Biografia
Benedetto era figlio di Giovanni ed era nipote del futuro papa Bonifacio VIII; fin da giovane fu avviato alla carriera ecclesiastica, anche in seguito alla nomina a cardinale dello zio, avvenuta nel 1281.
Da un documento del 12 agosto 1286 è noto che era titolare di canonicati ad Anagni, centro dei possedimenti della famiglia, e a Bayeux e ad Arras, oltre ad una prebenda a Châlons-sur-Marne.
Non è certa la data della sua proclamazione come cardinale diacono con il titolo dei Santi Cosma e Damiano, ma probabilmente questa avvenne poco dopo l'elezione dello zio (23 gennaio 1295), perché è indicato nella lista dei cardinali resa pubblica il 21 giugno dello stesso anno.
Il cardinale morì il 13 o 14 dicembre 1296 e la sua morte fu un durissimo colpo per lo zio papa, che poco tempo prima aveva perso il fratello Roffredo.